# Regeringen Jatsenjuk I
Regeringen Jatsenjuk I var Ukrainas interimsregering mellan 27 februari 2014 och 26 oktober 2014. Den tillsattes under Euromajdan, där häftiga gatukravaller och ett antal döda ledde till att den sittande regeringen förlorade sitt parlamentariska stöd. Interimsregeringen, som ledes av Arsenij Jatsenjuk, satt på mandat från parlamentet och fick förnyat stöd i maj 2014 av den nyvalde presidenten Petro Porosjenko.

## Beskrivning
Ukrainas parlament, Verchovna Rada, godkände 27 februari 2014 regeringen, och den nya premiärminister blev den då 39-årige Arsenij Jatsenjuk, ledaren av Fäderneslandsförbundet. Det högerextrema partiet Svoboda hade flera tunga poster i regeringen. Däremot hade ett av de mest synliga partierna under Euromajdan-demonstrationerna, UDAR med Vitalij Klytjko som ledare, inte någon plats i regeringen.
Arsenij Jatsenjuks regering bestod av tre ungefär lika stora grupper: representanter för de parlamentariska partierna Fäderneslandsförbundet och Svoboda, representanter för proteströrelsen, och teknokrater – specialister utan direkt koppling till någon politisk rörelse.
Socialminister Ljudmyla Denisova var regeringens enda kvinnliga minister.
Regeringen hade under sin korta regeringstid fyra försvarsministrar som endast satt på posten i 26 (Tenjutj), 100 (Koval), 103 (Heletej) och tolv dagar (Poltorak). Poltorak fick dock fortsätta på posten i Regeringen Jatsenjuk II
Den 24 juli 2014 lämnade Jatsenjuk sin och regeringens avskedsansökan, vilken parlamentet dock vägrade godkänna. Därefter avgick dock ett antal av ministrarna (oberoende och Svoboda) från sina poster, inför nyval till parlamentet som hölls samma höst. Parlamentsvalet, utlyst 25 augusti av president Porosjenko, ägde rum 26 oktober 2014.

## Ministrar
Nedan finns en ministerlista och vid titel och namn återges en färg som betecknar partitillhörigheten.
| Parti |                     | Fäderneslandsförbundet |
| Parti | Svoboda             |                        |
| Parti | Partilös            |                        |
| Parti | Euromajdan-aktivist |                        |

| Magistertitel                                | Parti | Foto                                                 | [ 5 ]                                                  |
| -------------------------------------------- | ----- | ---------------------------------------------------- | ------------------------------------------------------ |
| Premiärminister                              |       |                                                      | Arsenij Jatsenjuk                                      |
| Vice premiärminister                         |       |                                                      | Vitalij Jarema (till 19 juni 2014)                     |
| Vice premiärminister                         |       | Vakant (från 19 juni 2014)                           |                                                        |
| Vice premiärminister                         |       |                                                      | Oleksandr Sytj                                         |
| Vice premiärminister                         |       |                                                      | Volodymyr Hrojsman                                     |
| Justitieminister                             |       |                                                      | Pavlo Petrenko                                         |
| Utrikesminister                              |       |                                                      | Andrij Desjtjytsia (tillförordnad) (till 19 juni 2014) |
| Utrikesminister                              |       | Pavlo Klimkin (tillförordnad) (från 19 juni 2014)    |                                                        |
| Finansminister                               |       |                                                      | Oleksandr Sjlapak                                      |
| Socialminister                               |       |                                                      | Ljudmyla Denisova                                      |
| Hälsominister                                |       |                                                      | Oleh Musij                                             |
| Minister för ekonomisk utveckling och handel |       |                                                      | Pavlo Sjeremeta (25 mars–2 september 2014)             |
| Minister för ekonomisk utveckling och handel |       | Anatolij Maksiuta (från 3 september 2014)            |                                                        |
| Utbildnings- och vetenskapsminister          |       |                                                      | Serhij Kvit                                            |
| Kulturminister                               |       |                                                      | Jevhen Nysjtjuk                                        |
| Försvarsminister                             |       |                                                      | Ihor Tenjutj (tillförordnad) (till 25 mars 2014)       |
| Försvarsminister                             |       | Mychajlo Koval (tillförordnad) (25 mars–3 juli 2014) |                                                        |
| Försvarsminister                             |       | Valerij Heletej (3 juli -12 oktober 2014)            |                                                        |
| Försvarsminister                             |       | Stepan Poltorak (från 14 oktober 2014)               |                                                        |
| Inrikesminister                              |       |                                                      | Arsen Avakov                                           |
| Lantbruksminister                            |       |                                                      | Ihor Sjvajka                                           |
| Energi- och kolgruveminister                 |       |                                                      | Jurij Prodan                                           |
| Miljöminister                                |       |                                                      | Andrij Mochnyk                                         |
| Infrastrukturminister                        |       |                                                      | Maksym Burbak                                          |
| Ungdoms- och idrottsminister                 |       |                                                      | Dmytro Bulatov                                         |
| Kabinettminister                             |       |                                                      | Ostap Semerak                                          |

### Notförteckning
1. ↑  Demonstranter med bland de nya ministrarna - Sydsvenskan
2. ↑  "Rada speaker announces dissolution of parliamentary coalition". Interfax-Ukrajina. Interfax.com.ua, 2014-07-24. Läst 12 oktober 2014.(engelska)
3. ↑  "Ukraine President Poroshenko Calls Snap General Election". Bloomberg News, 2014-08-25. Läst 12 oktober 2014. (engelska)
4. ↑  "Government of Ukraine". Kmu.gov.ua. Läst 21 mars 2014. (engelska)
5. ↑  Maidan nominates Yatseniuk for prime minister, Interfax-Ukrajina, 2014-02-26.
Ukrainian parliament endorses new cabinet, Interfax-Ukrajina, 2014-02-27.
6. 1 2  Maidan's Council agrees candidates for ministers of culture, economy, youth and sports, Interfax-Ukraine (26 February 2014)
7. ↑  I offentliga dokument listad som "Yevhen Semerak"

### Källförteckning
- Högerextrema tar sig in i regeringen - Nyheter | SVT.se
- Demonstranter med bland de nya ministrarna - Sydsvenskan